# Kendo

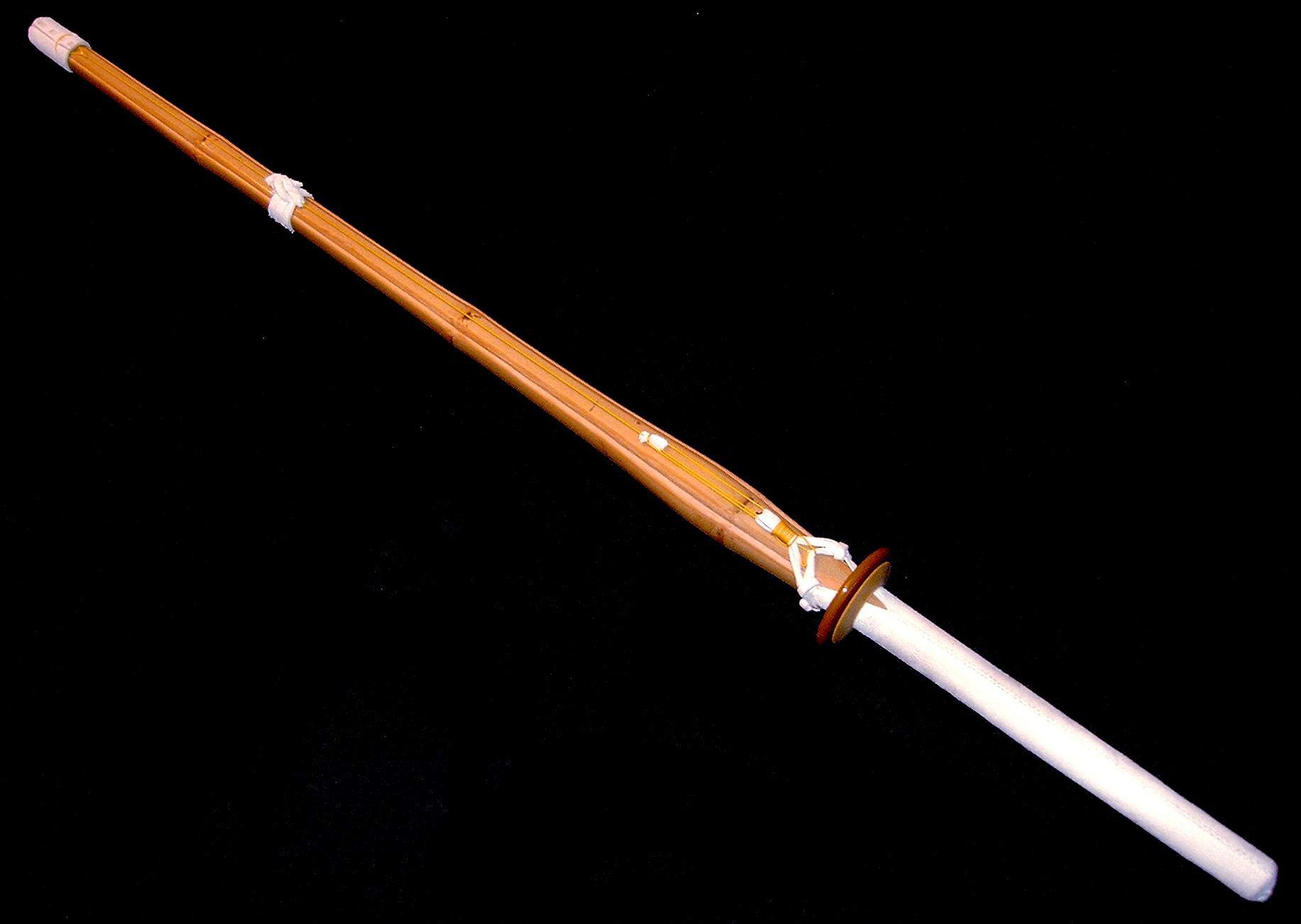
shinai de bambú

El Kendo (剣道, Kendō, lit. 'via de l'espasa', 'camí de l'espasa' or 'manera de l'espasa') és un gendai budo, una art marcial japonesa, en què dos practicants, equipats amb armadura (bogu) i un sabre de bambú (shinai) s'ataquen i defensen l'un a l'altre. El nom ve de ken: sabre i do: camí, via.

## Història
El Kendo és l'equivalent japonès de l'esgrima occidental, aleshores el practicaven amb vertaders sabres i s'anomenava "Kenjutsu". Aquest van continuar durant segles i va constituir la base de la pràctica del kendo actual. Els exercicis formals de kendo coneguts com a kata es van desenvolupar fa uns quants segles com a pràctica de kenjutsu per als guerrers. Encara avui s'estudien, en una forma modificada.
La introducció d'espases de pràctica de bambú i armadura a l'entrenament amb espases s'atribueix a Naganuma Shirōzaemon Kunisato (長沼 四郎左衛門 国郷, 1688–1688) durant l'Era Shotoku (1711–1715). Naganuma va desenvolupar l'ús d'aquesta armadura i va establir un mètode d'entrenament amb espases de bambú.
Durant el període Edo (segle xviii), el kendo modern pren força dins de la societat japonesa gràcies a una llarga època de pau, que podem considerar com la seva Edat d'or. El kendo es convertí aleshores en una de les 18 arts marcials que havien de practicar els samurai.
A aquesta època es publicaren nombrosos tractats sobre esgrima, el més conegut dels quals és l'Hagakure de Yamamoto Hocho. Això va popularitzar el kendo, que es va beneficiar de tècniques d'entrenament del segle xvii.
Amb ocasió de l'obertura del Japó al món (1868) la casta dels samurais es va dissoldre, i les arts marcials varen ser menyspreades pels mateixos japonesos.
El 1899 el kendo arriba a Europa a través de França, on es va presentar aprofitant una visita de Jigoro Kano, fundador del judo. El 1900 al Japó es constituí la Zen nippon Kendo Renmei (federació japonesa de kendo) que ha tingut un paper clau en la seva difusió.
La derrota a la Segona Guerra Mundial va suposar un cop molt fort a les tradicions japoneses, i l'exèrcit d'ocupació va prohibir la pràctica de les arts marcials. Alguns anys després s'autoritzà la pràctica de l'aikido i posteriorment de les altres.
Devers la dècada dels 50, en Minoru Mochizuki, aleshores 4t Dan de kendo arriba a França i comença la seva difusió. El 1959 es va celebrar el 1r campionat de França de kendo, organitzat per l'aleshores Fédération Française d'Aïkido, Taï-Jitsu et Kendo.
Al febrer de 1970 es funda la International Kendo Federation, que el 5 d'abril del mateix any organitza el 1r campionat del món a Tòquio.

## Descripció i equip
A les competicions els practicants utilitzen un sabre de bambú anomenat shinai, alternativa inofensiva a la katana, mentre que per als kata fan servir el bokken, sabre de fusta, normalment de roure.